# Квинт Сервилий Агала (консул 365 года до н. э.)
Квинт Сервилий Агала (лат. Quintus Servilius Ahala; IV век до н. э.) — римский военачальник и политический деятель из патрицианского рода Сервилиев, консул 365, 362 и 342 годов до н. э., диктатор в 360 году до н. э. Принимал участие в борьбе патрициата с плебсом за монополию на высшие магистратуры Республики.

## Происхождение
Квинт Сервилий принадлежал к знатному патрицианскому роду, одному из шести аристократических родов, переселившихся в Рим из Альба-Лонги. Сервилии Агалы упоминаются в Капитолийских фастах, начиная с 478 года до н. э.; позже их потомками считали себя Сервилии Цепионы.
Об отце и деде Квинта Сервилия известно, что они носили тот же преномен — Квинт.

## Биография
Квинт Сервилий впервые упоминается в источниках в связи с событиями 365 года до н. э., когда он получил консулат. Поскольку только что были приняты законы Лициния—Секстия, допускавшие к высшим магистратурам представителей плебса, коллегой Агалы стал плебей Луций Генуций Авентинский. В этом году «не было ни раздоров, ни войн»; единственным крупным событием стало моровое поветрие, унёсшее жизни ряда магистратов, а также Марка Фурия Камилла. В 362 году до н. э. Квинт Сервилий снова стал консулом, и опять вместе с Луцием Генуцием. Последний погиб в войне с герниками, командование в которой он получил по жеребьёвке, так что Агале пришлось назначить диктатором Аппия Клавдия Красса.
В 360 году до н. э., когда галлы пришли на помощь тибуртинцам, тогдашнему противнику Рима, Квинта Сервилия назначили диктатором для командования в этой войне; начальником конницы при нём стал Тит Квинкций Пенн Капитолин Криспин. Агала разбил галлов у Коллинских ворот, учинив «жестокую резню», но в дальнейшем, по словам Тита Ливия, уступил всю славу консулу Гаю Петелию, преследовавшему беглецов. В результате последний получил триумф.
В 355 году до н. э. Квинт Сервилий был интеррексом — первым и седьмым из восьми, сменявших друг друга. Четырьмя годами позже он стал начальником конницы при диктаторе, назначенном сенатом для того, чтобы не допустить плебеев к консульским должностям. Эта затея потерпела неудачу: одним из консулов 350 года до н. э. всё же стал плебей — Марк Попилий Ленат.
В последний раз источники упоминают Квинта Сервилия в связи с его третьим консулатом (342 год до н. э.). На этот раз коллегой Квинта Сервилия был плебей Гай Марций Рутил. Последний вёл войну в Кампании, тогда как Сервилий оставался в Риме. Когда часть войска Гая Марция подняла мятеж, был назначен диктатор — Марк Валерий Корв.